# Мелло (провінція Сондріо)
Мелло (італ. Mello) — муніципалітет в Італії, у регіоні Ломбардія, провінція Сондріо.
Мелло розташоване на відстані близько 530 км на північний захід від Рима, 85 км на північ від Мілана, 25 км на захід від Сондріо.
Населення — 967 осіб (2014).
Щорічний фестиваль відбувається 28 жовтня. Покровитель — San Fedele di Como.

## Демографія
Населення за роками:

Станом на 1 січня 2023 року в муніципалітеті офіційно проживали 42 іноземці з 13 країн, серед них 8 громадян країн Євросоюзу та 1 громадянин України.

## Сусідні муніципалітети
- Чиво
- Новате-Меццола
- Траона